# شركة الشرق الأوسط لصناعة وإنتاج الورق
شركة الشرق الأوسط لصناعة وإنتاج الورق هي شركة سعودية مساهمة تأسست عام 2000م، وتم طرحها في السوق المالية السعودية (تداول) عام 2015 م.
يتمثل نشاط شركة الشرق الأوسط لصناعة وإنتاج الورق في صناعة ورق الكرافت والورق المتعرج، صناعة منتجات الورق المكونة من عجينة الورق، إنتاج الصناديق والأوعية والكراتين، مناديل الورق، الورق المقوى، ورق الكتابة والطباعة، الورق الحساس، طباعة الكتب والمجلات والصحف، طباعة التقاويم والنتائج، طباعة الإعلانات والخرائط)، تجارة الجملة والتجزئة في الورق ومنتجاته والأدوات الكتابية ومواد الدعاية والإعلان ووسائل التعليم الإيضاحية والكتب والمطبوعات وأجهزة تنقية المياه ونقلها، ومواد البناء، شراء العقارات والأراضي لإقامة المباني عليها واستثمار هذه المباني والعقارات بالبيع والإيجار لصالح الشركة.
في 4 يناير 2024، استحوذ "صندوق الاستثمارات العامة" على 23.08% من أسهم الشركة عبر الاكتتاب في أسهم جديدة أصدرتها الشركة لزيادة رأس مالها.

## شركات تابعة
- شركة جمع وإعادة تدوير النفايات المحدودة ("واسكو") شركة مملوكة بنسبة 100%.
- شركة الإنجازات المتخصصة (تحت التصفية).